# 沼宮内町
沼宮内町（ぬまくないまち）は、昭和30年（1955年）まで岩手県岩手郡の北部に存在していた町。現在の岩手町沼宮内・江刈内などにあたる。

## 沿革
- 明治22年（1889年）4月1日 - 町村制施行にともない、沼宮内村・江刈内村の一部が合併して北岩手郡沼宮内町が発足。
- 1897年（明治30年）4月1日 - 郡の統合により北岩手郡と南岩手郡が合併し、岩手郡が復活[1]。岩手郡沼宮内町となる。
- 昭和30年（1955年）7月21日 - 一方井村・川口村・御堂村と合併し、岩手町となる。

## 行政

### 歴代村長
| 代 | 氏名         | 就任                      | 退任                      | 備考 |
| -- | ------------ | ------------------------- | ------------------------- | ---- |
| 1  | 柴田兵右衛門 | 1889年（明治22年）4月     | 不詳                      |      |
| 2  | 菊地龍助     | 1890年（明治23年）4月     | 不詳                      |      |
| 3  | 安田辰四郎   | 1898年（明治31年）5月     | 不詳                      |      |
| 4  | 似鳥英       | 1910年（明治43年）6月     | 不詳                      |      |
| 5  | 柴田兵右衛門 | 1918年（大正7年）11月     | 不詳                      | 再任 |
| 6  | 三谷茂助     | 1922年（大正11年）12月    | 1930年（昭和5年）12月     |      |
| 7  | 柴田兵一郎   | 1931年（昭和6年）5月8日   | 不詳                      |      |
| 8  | 柴田陸三     | 1943年（昭和18年）6月16日 | 不詳                      |      |
| 9  | 八角喜代治   | 1947年（昭和22年）9月30日 | 1955年（昭和30年）7月20日 |      |

## 交通

### 鉄道
- 国鉄東北本線：沼宮内駅